# Proud Like a God
Proud Like a God è il primo album in studio del gruppo musicale tedesco Guano Apes, pubblicato il 6 ottobre 1997 dalla BMG e dalla Supersonic Records.
Il disco include i singoli Open Your Eyes, Lords of the Boards e Rain.

## Tracce
1. Open Your Eyes – 3:09
2. Maria – 3:47
3. Rain – 4:35
4. Lords of the Boards – 3:42
5. Crossing the Deadline – 3:25
6. We Use the Pain – 2:32
7. Never Born – 5:17
8. Wash It Down – 3:06
9. Scapegoat – 3:22
10. Get Busy – 3:25
11. Suzie – 2:53
12. Tribute – 9:14
13. Untitled 13 – 0:04 – traccia fantasma
14. Untitled 14 – 0:04 – traccia fantasma
15. Untitled 15 – 0:04 – traccia fantasma
16. Untitled 16 – 0:04 – traccia fantasma
17. Untitled 17 – 0:04 – traccia fantasma
18. Move a Little Closer – 2:50 – traccia fantasma

## Proud Like a God XX-2017
Per l'anniversario dei 20 anni dall'uscita del disco di esordio Proud Like a God i Guano Apes tornano in studio e rilasciano una versione tutta nuova in 2 CD con alcune cover ed altre aggiunte nei seguenti formati CD, Deluxe Edition, Vinile, Download. La copertina del disco raffigurante il pipistrello viene rifatta in uno stile nuovo che ricorda la computer grafica poligonale.

### CD1 Tracce
1. Open Your Eyes (2017 Mix) – 3:09
2. Maria (2017 Mix) – 3:43
3. Rain (2017 Mix) – 4:37
4. Lords of the Boards (Remastered) – 3:44
5. Crossing the Deadline (2017 Mix) – 3:25
6. We Use the Pain (2017 Mix) – 2:31
7. Never Born (2017 Mix) – 5:18
8. Wash It Down (2017 Mix) – 3:06
9. Get Busy (2017 Mix) – 3:27
10. Suzie (2017 Mix) – 2:54
11. Score (2017 Mix) – 2:31

### CD2 Tracce
1. Open Your Eyes (feat. Danko Jones) – 3:04
2. Lose Yourself (Eminem cover) – 2:51 – nuovo singolo 6 ottobre 2017
3. Rain (2017 Version) – 4:29
4. Crossing the Deadline (2017 Version) – 2:35
5. This Is Not America (cover di Pat Metheny Group & David Bowie) – 2:41
6. Never Born (2017 Version) – 2:56
7. Precious (cover dei Depeche Mode) – 3:47
8. Suzie (2017 Version) – 2:46
9. Get Busy (2017 Version) – 3:11

## Formazione
- Sandra – voce
- Henning – chitarra
- Stefan – basso
- Dennis – batteria